# Gorodisxe (Bélgorod)
|  | Per a altres significats, vegeu «Gorodisxe». |

Gorodisxe - Городище (rus) - és un poble de l'óblast de Bélgorod, a Rússia. El 2010 tenia 3.420 habitants. Pertany al districte (raion) de Stari Oskol.